# Dezoksiribonukleaza II
Dezoksiribonukleaza II (EC 3.1.22.1, DNase II, dezoksiribonukleat 3'-nukleotidohidrolaza, DNaza II, pankreasna DNaza II, kiselina dezoksiribonukleaza, kiselinska DNaza) je enzim. Ovaj enzim katalizuje sledeću hemijsku reakciju
Endonukleolitičko razlaganje do nukleozid 3'-fosfata i 3'-fosfooligonukleotidnih krajnjih produkata
Ovi enzimi preferenno deluju na dvolančane DNK molekule.

## Spoljašnje veze
- Deoxyribonuclease+II на 